# Nembrotha lineolata
Nembrotha lineolata — вид голожаберных моллюсков семейства полицерид.

## Описание
Длина — 70 сантиметров. Тело узкое, передний край головы закруглён, задний край тела заострён. Дорсальная поверхность плавно переходит в латеральные поверхности, а вентральная поверхность, называемая стопой, всегда плоская, таким образом Nembrotha lineolata подобна в сечении полукругу. Имеются толстые ротовые щупальца, а оба ринофора имеют тридцать ламелей и могут втягиваться. В центре дорсальной плоскость анальное отверстие, окружённое тремя выростами, подобными перьям. Тело кремового-белого цвета, а вдоль него прямые или извилистые красно-коричневые полоски, и по краю стопы синяя полоска. Ротовые щупальца синие или фиолетовые с жёлтой полоской. Ринофоры красные, но бывают жёлтыми у коморских Nembrotha lineolata.

## Ареал
Nembrotha lineolata обитает в Индо-Тихоокеанской области. Распространение этого вида ограничено на западе Африкой, а на востоке включает в себя Малайзию, Филиппины, Индонезию, Австралию и Фиджи.